# Epsilon Cancri
Epsilon Cancri (41 Cancri) é uma estrela na direção da constelação de Cancer. Possui uma ascensão reta de 08h 40m 27.03s e uma declinação de +19° 32′ 41.4″. Sua magnitude aparente é igual a 6.29. Considerando sua distância de 548 anos-luz em relação à Terra, sua magnitude absoluta é igual a 0.16. Pertence à classe espectral Am. É membro do aglomerado aberto Messier 44.